# Fröken Fleggmans mustasch
Fröken Fleggmans mustasch är ett lustspel med manus av Hans Alfredson och Tage Danielsson som hade urpremiär på Göta Lejon i Stockholm 1982. Originaluppsättningen regisserades av de fyra skådespelarna i originaluppsättningen, Tage Danielsson, Lena Nyman, Gösta Ekman och Hans Alfredson, under namnet Tage-Lena EkFredson. För musiken stod Gunnar Svensson. En TV-film med Svenska Ord som produktionsbolag kom 1984.
Fröken Fleggmans mustasch blev Hasse och Tages sista gemensamma scenproduktion. Visorna i produktionen var mer bagatellartade än i många andra av Hasse och Tages revyer.

## Handling
Handlingen i Fröken Fleggmans mustasch utspelar sig i ett gammalt hus i Sverige mellan åren 1928–1982 och kan ses som Hasse och Tages skildring av svensk socialhistoria under 1900-talet. De olika huvudrollfigurerna i manuset utmärks av att de baseras på något de fyra temperamenten, som beskrevs av Hippokrates, nämligen det sangviniska (lättsinniga, sorglösa), koleriska (hetsiga, hetlevrade), melankoliska (känsliga, djupa, nedstämda) och flegmatiska (sävliga, likgiltiga) temperamentet. 
Vid premiären 14 januari 1982 på Göta Lejon delade Hasse Alfredson, Tage Danielsson, Lena Nyman och Gösta Ekman på styckets många olika roller, där rollfigurernas namn anspelar på rollfigurernas grundläggande karaktärsdrag utifrån de fyra temperamenten. Som exempel kan nämnas den sävliga Frida Fleggman, den arge Kurt S Wresig, den gladlynte greve Niklas von Sanguin, den melankoliske Alvar Dysterkvist och kommissarie Kolerik Wresig. Andra, mindre framträdande rollfigurer introduceras också i handlingen i snabb takt.
Skådespelet börjar med att den lättsinniga greven Niklas von Sanguin väntar besök av den rike bankiren Kurt S. Wresig. Wresig har vid besöket med sig sin förtjusande men något långsamma kammarjungfru Frida Fleggman, samt en mystisk främling, Alvar Dysterkvist. Greven blir snabbt förälskad i fröken Fleggman, men under besöket visar det sig snart också att greven blivit ruinerad. Hans hus beslagtas av Wresig som flyttar in där med sitt hushåll. Greven som blivit ruinerad får stanna i huset, men blir förvisad till att bo i en skrubb. När den rike Wresig därefter plötsligt dör under oklara omständigheter uppstår frågan om det är ett mord och vem som i så fall är den skyldige. Kommissarie Kolerik Wresig, som dyker upp för att utreda fallet, påstår sig därtill vara Kurt S. Wresigs son och menar att han har rätt till arvet och till fröken Fleggman. Greven och fröken Fleggman har inlett en kurtis, men fröken Fleggman förhåller sig samtidigt lojal mot Wresig och låter kommissarien uppvakta henne. Många förvecklingar uppstår sedan mellan de väldigt olika rollfigurerna.
Rollfigurerna i pjäsen har bland annat tolkats som representerande olika klasser i svensk socialhistoria under 1900-talet. Greven von Sanguin har tolkats som representant för den adliga överklassen vars betydelse överflyglas av den moderna kapitalismen, representerad av den rike Wresig. Fröken Frida Fleggman har tolkats som representerande arbetarklassen och Alvar Dysterkvist som representerande medelklassen.
Fröken Fleggmans mustasch var mer sammanhängande och mindre samtidsanknutet än Svenska Ords övriga teaterproduktioner, vilket har gjort att det har kunnat sättas upp på nytt, på bland annat Lisebergsteatern i Göteborg 1999 med Lena B. Nilsson, Lasse Brandeby, Ulf Dohlsten och Puck Ahlsell och Parkteatern i Stockholm sommaren 2012.

## Personer
- Niklas von Sanguin, greve – Hans Alfredson
- Kurt S. Wresig, bankir – Gösta Ekman
- Alvar Dysterkvist, mystisk främling – Tage Danielsson
- Frida Fleggman, kammarjungfru – Lena Nyman
- Gunnar Svensson, pianist – Gunnar Svensson (sig själv)
- Kolerik Wresig, kommissarie – Gösta Ekman
- Wera Finkelstein, flykting – Sarah Bernhardt (endast under en matta)
- Sofi Nilsson, barnmorska – Hans Alfredson
- Dittan, hembiträde och tusensköna – Lena Nyman
- Frotte, swingpjatt och författare – Gösta Ekman
- Hedvig, norsk pike, Alvar Dysterkvists "dott" – Tage Danielsson
- Maniklas, hushållsassistent – Hans Alfredson
- Niklas Wresig, yngling – Lena Nyman